# Neivamyrmex gibbatus
Neivamyrmex gibbatus é uma espécie de formiga do gênero Neivamyrmex.